# Церква святого Томи (Лейпциг)
Церква Святого Томи, або Томаскірхе (нім. Thomaskirche) — культова споруда, найвизначніший храм Лейпцига. Церква стала всесвітньо відомою завдяки діяльності Йоганна Себастьяна Баха, який жив у місті довгий час і виконував обов'язки кантора церковного хору хлопчиків.

## Історія

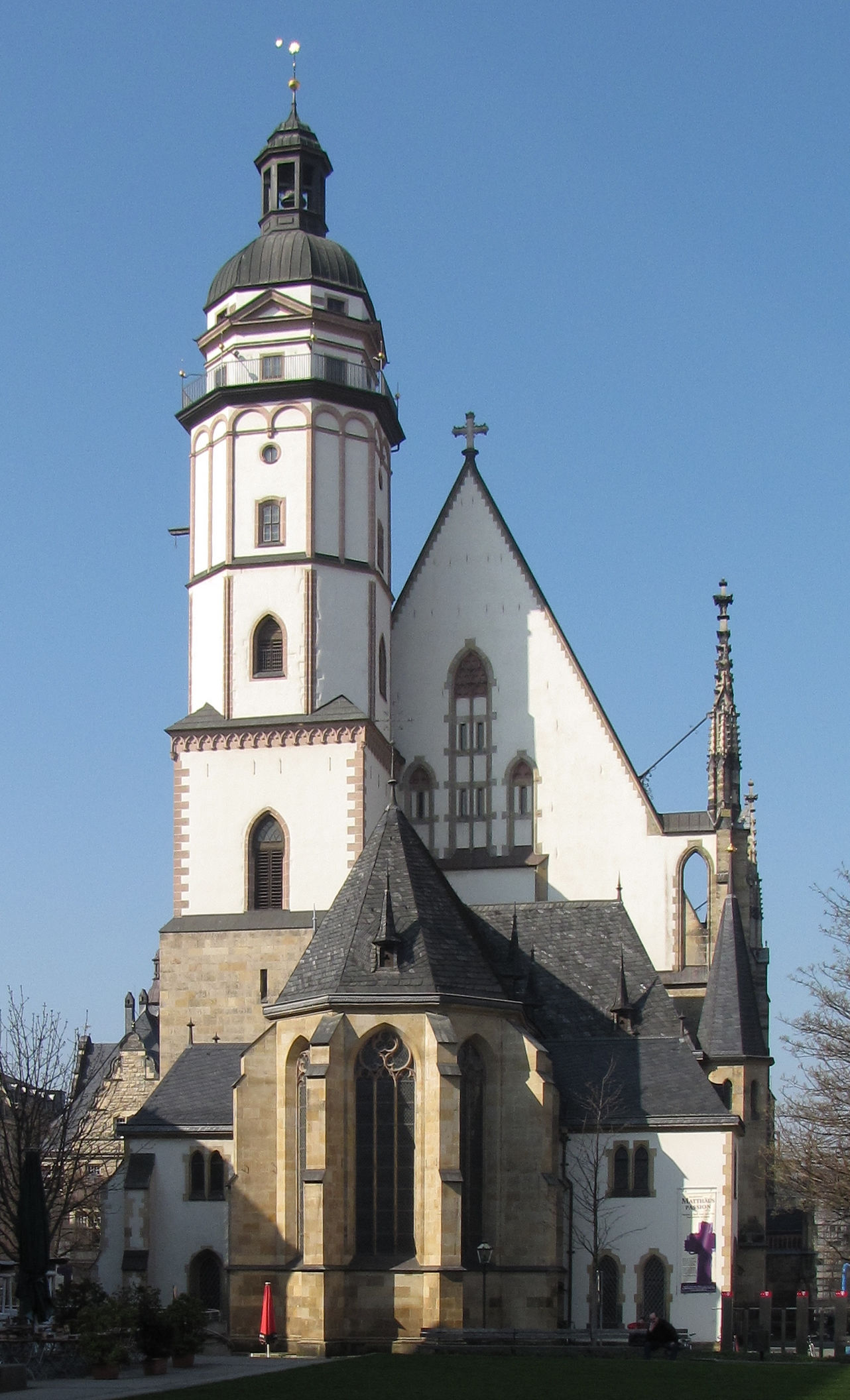
Церква Святого Томи в Лейпцизі

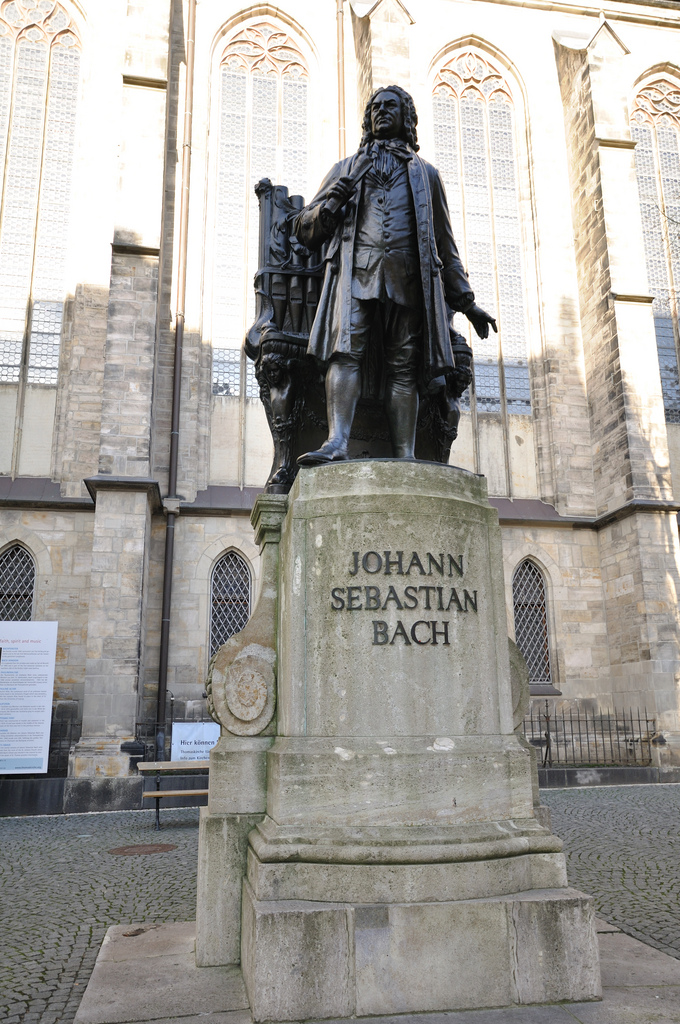
Пам'ятник Й. С. Баху напроти церкви

Церква монастиря Св. Томи була збудована на Ринковій площі після її перебудови у 1212–1222 роках. За легендою, менестрель Генріх фон Морунген привіз з Індії мощі Св. Томи і подарував їх монастирю. 2 грудня 1409 року на базі монастиря було закладено Лейпцизький університет. У 1482–1496 роках церкву було перебудовано в пізньоготичному стилі, 10 квітня 1496 року (після завершення будівництва) церква була освячена єпископом Тіло фон Тротом.
Початок XVI століття — епоха боротьби Реформації з консервативними католицькими колами, в цей час Мартін Лютер веде полеміку з Йоганном Екком. У 1539 році богослужіння на свято Трійці вів Мартін Лютер — це означало перемогу Реформації в Лейпцизі.
Протягом століть церква перебудовувалась і розширювалась кілька разів. 1570 року Є. Лоттер добудував ренесансові емпори, пізніше були добудовані вежі. Сучасний зовнішній вигляд церква отримала 1702 року. У 1884–89 роках відбулись останні суттєві зміни у її інтер'єрі.
У 1723–1750 роках посаду кантора в церкві св. Томи обіймав Йоганн Себастьян Бах. У цій церкві вперше прозвучали багато творів композитора, серед найзначніших — Магніфікат та Страсті за Матвієм. 1908 року напроти церкви був встановлений пам'ятник композиторові. 1950 року, у 200-у річницю з дня смерті Баха, до церкви були внесені останки Баха, де вони і нині спочивають під бронзовою плитою. Первісно місцем поховання Баха було кладовище при церкві св. Йоана, знищеної в ході Другої світової війни. Постраждала в ході війни і церква св. Томи — були пошкоджені її вежі.

## Архітектура
Загальна довжина церкви становить 76 м, довжина головного нефа 50 м, його ширина 25 м, а висота 18 м.

## Органи
Церква святого Томи має сьогодні у своєму розпорядженні два концертних органи.
Один з них виготовлений Вільгельмом Зауером (Wilhelm Sauer) в 1885–1889 році. Спочатку це був романтичний орган на 63 регістри, а в 1908 році кількість була збільшена до 88, розподілених між педаллю і мануалами. Цей інструмент вважається найвідповіднішим для виконання німецької романтичної та постромантичної органної музики — Мендельсона, Ліста, Шумана, Брамса, Регера. Також на цьому інструменті цілком можливо виконувати і твори Й. С. Баха.
У 2000 році, завдяки спеціальному державному замовленню, з нагоди 315-річчя з дня народження і 250-річчя з дня смерті Й. С. Баха, Геральд Вель (Gerald Woehl) створив орган — копію інструменту, який працював у соборі Св. Томи в першій половині XVIII століття. Стилістично цей новий інструмент є яскравим представником барочного напряму органа. Новий орган також має досить рідкісну можливість перемикання за допомогою важеля з хорового на камерний лад.
У 2006 році в соборі з'явився новий інструмент Геральда Веля — переносний орган (Портатив) для виконання бассо контінуо.

## Світлини

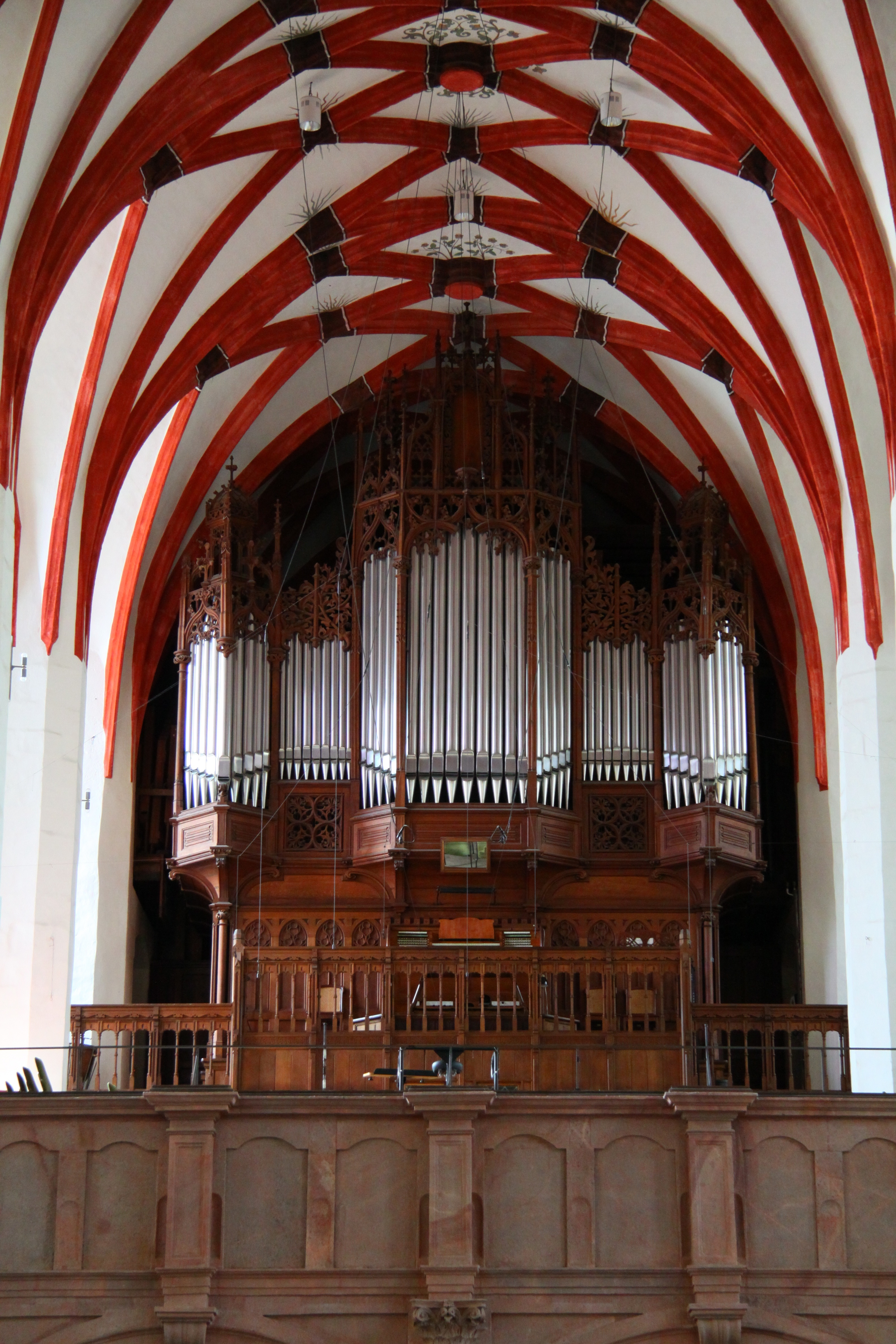
Орган Зауера
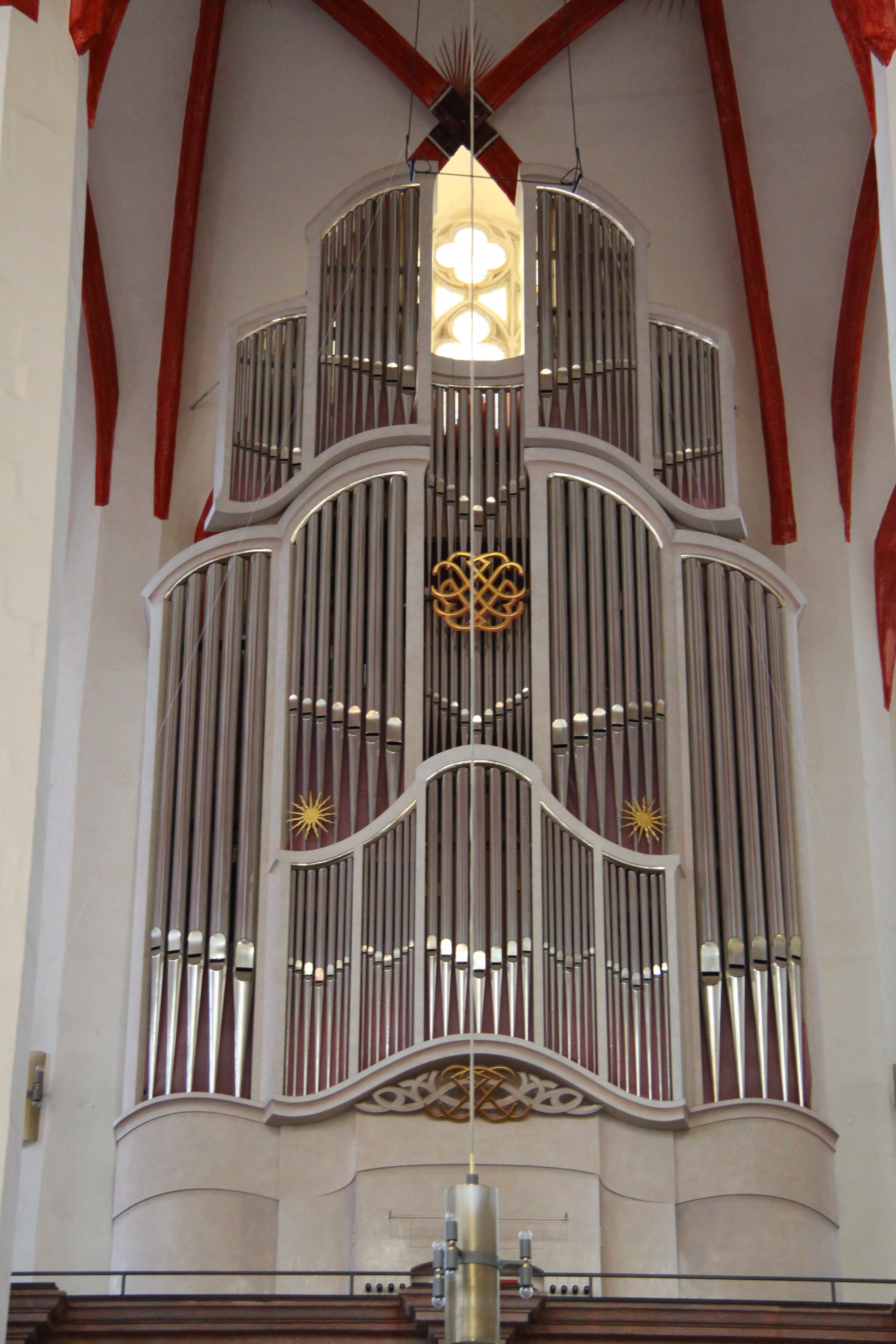
Орган Веля
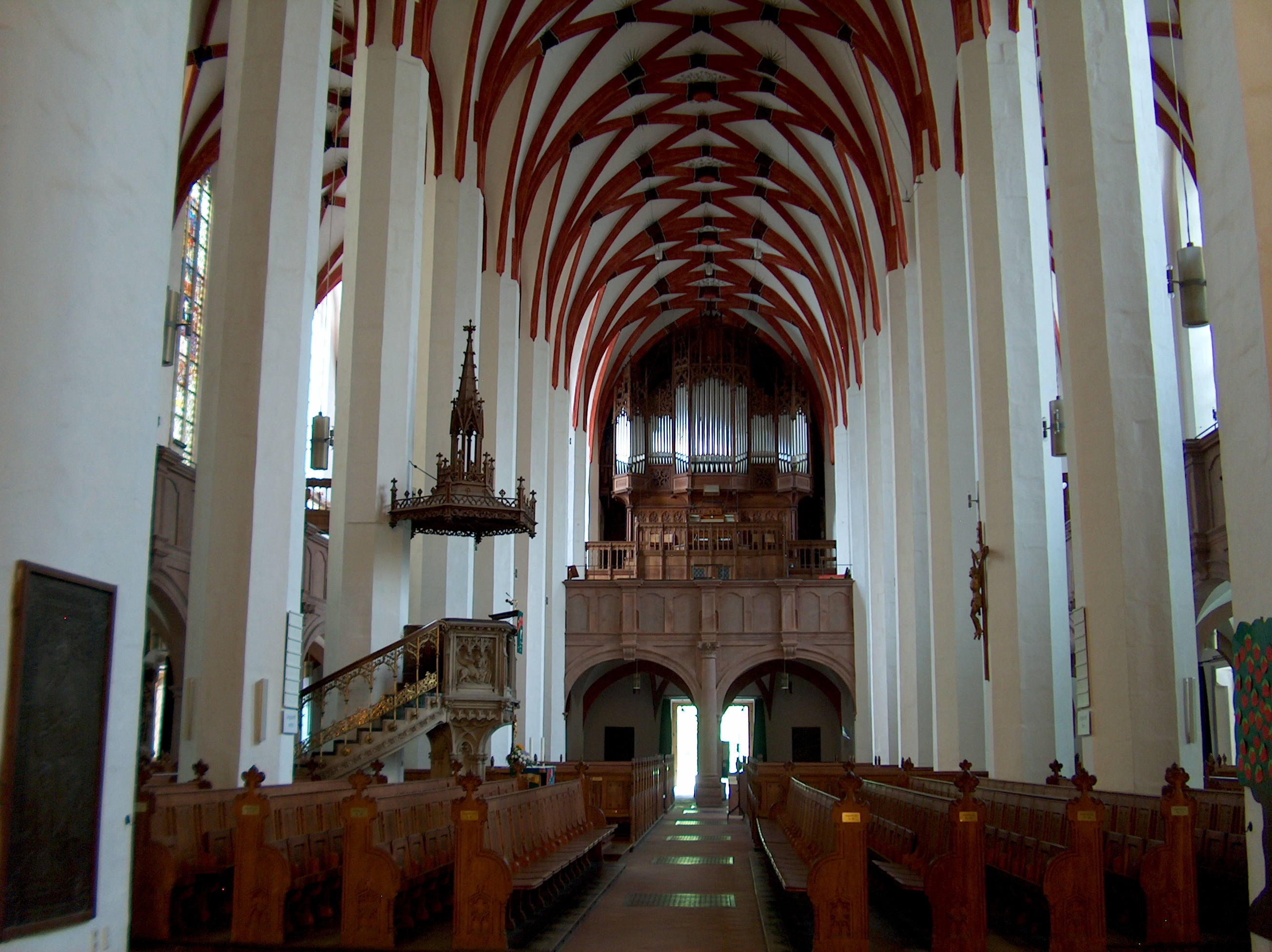
Інтер'єр собору з кафедрою